# Eleccions a les Juntes Generals del País Basc de 1995
Les eleccions a les Juntes Generals del País Basc de 1995 es van celebrar el 28 de maig de 1995, escollint als membres de les Juntes Generals d'Àlaba, de Guipúscoa i de Biscaia.
Al llarg de la mateixa jornada, es van celebrar també eleccions a la majoria dels Parlaments Autonòmics d'Espanya (amb excepció dels parlaments d'Euskadi, Galícia, Catalunya i Andalusia); als Cabildos Insulars canaris; als Consells Insulars de Balears; al Consell General d'Aran; i als concejos de Navarra; així com les eleccions municipals.

## Candidats
En la següent taula es mostren els candidats a les Juntes Generals del País Basc, per part de les formacions polítiques que comptaven amb representació abans de les eleccions:
| Lurralde i Diputat General en l'anterior legislatura | Candidats                                                                                   | Observacions |
| ---------------------------------------------------- | ------------------------------------------------------------------------------------------- | --- |
| Àlaba Alberto Ansola (EAJ-PNV)                       | - EAJ-PNV: Félix Ormazabal - PP: - UA: - PSE-EE: Fernando Buesa Blanco - HB: - EA: - IU-EB: | - El Partit Socialista d'Euskadi i Euskadiko Ezkerra es presenten per primer cop en una candidatura conjunta després de la seva fusió en 1993. |
| Guipúscoa Eli Galdós (EAJ-PNV)                       | - EAJ-PNV: Román Sudupe Olaizola - HB: - EA: - PSE-EE: - PP: - IU-EB:                       | - El Partit Socialista d'Euskadi i Euskadiko Ezkerra es presenten per primer cop en una candidatura conjunta després de la seva fusió en 1993. |
| Biscaia José Alberto Pradera (EAJ-PNV)               | - EAJ-PNV: Josu Bergara Etxebarria - PSE-EE: - PP: - HB: - IU-EB: - EA: - ICV-EHE:          | - El Partit Socialista d'Euskadi i Euskadiko Ezkerra es presenten per primer cop en una candidatura conjunta després de la seva fusió en 1993. |

## Resultats electorals
Per optar al repartiment d'escons en una circumscripció, la candidatura ha d'obtenir almenys el 3% dels vots vàlids emesos en aquesta circumscripció.
El Diputat General és elegit pels membres de les Juntes Generals un cop constituïdes (entre l'1 i el 25 de juny).
| ← Eleccions a les Juntes Generals del País Basc de 1995 →                                       | |         |         |        |         |     |
| Lurralde                                                                                        | Diputat general i govern | Partit  | Vots    | %      | Esconds | +/- |
| Àlaba 51 procuradors - Aiara: 6 - Vitoria: 39 - Zuia, Agurain, Añana, Kampezu i Laguardia: 6    | - Diputat general: Félix Ormazabal (EAJ-PNV) - Govern: EAJ-PNV (en minoria) - Cens: 229.873 - Abstenció: 82.006 (35,67%) - Nuls: 1.435 (0,97%) - En blanc: 2.458 (1,66%) | EAJ-PNV | 38.126  | 26,48% | 15      | 1   |
| Àlaba 51 procuradors - Aiara: 6 - Vitoria: 39 - Zuia, Agurain, Añana, Kampezu i Laguardia: 6    | - Diputat general: Félix Ormazabal (EAJ-PNV) - Govern: EAJ-PNV (en minoria) - Cens: 229.873 - Abstenció: 82.006 (35,67%) - Nuls: 1.435 (0,97%) - En blanc: 2.458 (1,66%) | PP      | 25.077  | 17,42% | 9       | 6   |
| Àlaba 51 procuradors - Aiara: 6 - Vitoria: 39 - Zuia, Agurain, Añana, Kampezu i Laguardia: 6    | - Diputat general: Félix Ormazabal (EAJ-PNV) - Govern: EAJ-PNV (en minoria) - Cens: 229.873 - Abstenció: 82.006 (35,67%) - Nuls: 1.435 (0,97%) - En blanc: 2.458 (1,66%) | UA      | 23.442  | 16,28% | 9       | 2   |
| Àlaba 51 procuradors - Aiara: 6 - Vitoria: 39 - Zuia, Agurain, Añana, Kampezu i Laguardia: 6    | - Diputat general: Félix Ormazabal (EAJ-PNV) - Govern: EAJ-PNV (en minoria) - Cens: 229.873 - Abstenció: 82.006 (35,67%) - Nuls: 1.435 (0,97%) - En blanc: 2.458 (1,66%) | PSE-EE  | 21.099  | 14,65% | 7       | 6a  |
| Àlaba 51 procuradors - Aiara: 6 - Vitoria: 39 - Zuia, Agurain, Añana, Kampezu i Laguardia: 6    | - Diputat general: Félix Ormazabal (EAJ-PNV) - Govern: EAJ-PNV (en minoria) - Cens: 229.873 - Abstenció: 82.006 (35,67%) - Nuls: 1.435 (0,97%) - En blanc: 2.458 (1,66%) | HB      | 13.330  | 9,26%  | 4       | 3   |
| Àlaba 51 procuradors - Aiara: 6 - Vitoria: 39 - Zuia, Agurain, Añana, Kampezu i Laguardia: 6    | - Diputat general: Félix Ormazabal (EAJ-PNV) - Govern: EAJ-PNV (en minoria) - Cens: 229.873 - Abstenció: 82.006 (35,67%) - Nuls: 1.435 (0,97%) - En blanc: 2.458 (1,66%) | EA      | 11.500  | 7,99%  | 4       | 1   |
| Àlaba 51 procuradors - Aiara: 6 - Vitoria: 39 - Zuia, Agurain, Añana, Kampezu i Laguardia: 6    | - Diputat general: Félix Ormazabal (EAJ-PNV) - Govern: EAJ-PNV (en minoria) - Cens: 229.873 - Abstenció: 82.006 (35,67%) - Nuls: 1.435 (0,97%) - En blanc: 2.458 (1,66%) | IU-EB   | 11.400  | 7,92%  | 3       | 3   |
| Guipúscoa 51 junteros - Bidasoa-Oiartzun: 11 - Deba-Urola: 14 - Donostialdea: 17 - Oria: 9      | - Diputat general: Román Sudupe (EAJ-PNV) - Govern: EAJ-PNV (en minoria) - Cens: 565.416 - Abstenció: 202.900 (35,89%) - Nuls: 3.150 (0,87%) - En blanc: 7.728 (2,13%)   | EAJ-PNV | 76.026  | 21,61% | 12      | =   |
| Guipúscoa 51 junteros - Bidasoa-Oiartzun: 11 - Deba-Urola: 14 - Donostialdea: 17 - Oria: 9      | - Diputat general: Román Sudupe (EAJ-PNV) - Govern: EAJ-PNV (en minoria) - Cens: 565.416 - Abstenció: 202.900 (35,89%) - Nuls: 3.150 (0,87%) - En blanc: 7.728 (2,13%)   | HB      | 75.255  | 21,4%  | 11      | 1   |
| Guipúscoa 51 junteros - Bidasoa-Oiartzun: 11 - Deba-Urola: 14 - Donostialdea: 17 - Oria: 9      | - Diputat general: Román Sudupe (EAJ-PNV) - Govern: EAJ-PNV (en minoria) - Cens: 565.416 - Abstenció: 202.900 (35,89%) - Nuls: 3.150 (0,87%) - En blanc: 7.728 (2,13%)   | EA      | 67.182  | 19,1%  | 10      | 2   |
| Guipúscoa 51 junteros - Bidasoa-Oiartzun: 11 - Deba-Urola: 14 - Donostialdea: 17 - Oria: 9      | - Diputat general: Román Sudupe (EAJ-PNV) - Govern: EAJ-PNV (en minoria) - Cens: 565.416 - Abstenció: 202.900 (35,89%) - Nuls: 3.150 (0,87%) - En blanc: 7.728 (2,13%)   | PSE-EE  | 62.298  | 17,71% | 9       | 4a  |
| Guipúscoa 51 junteros - Bidasoa-Oiartzun: 11 - Deba-Urola: 14 - Donostialdea: 17 - Oria: 9      | - Diputat general: Román Sudupe (EAJ-PNV) - Govern: EAJ-PNV (en minoria) - Cens: 565.416 - Abstenció: 202.900 (35,89%) - Nuls: 3.150 (0,87%) - En blanc: 7.728 (2,13%)   | PP      | 47.234  | 13,43% | 7       | 5   |
| Guipúscoa 51 junteros - Bidasoa-Oiartzun: 11 - Deba-Urola: 14 - Donostialdea: 17 - Oria: 9      | - Diputat general: Román Sudupe (EAJ-PNV) - Govern: EAJ-PNV (en minoria) - Cens: 565.416 - Abstenció: 202.900 (35,89%) - Nuls: 3.150 (0,87%) - En blanc: 7.728 (2,13%)   | IU-EB   | 22.519  | 6,4%   | 2       | 2   |
| Biscaia 51 apoderats - Bilbao: 16 - Busturia-Uribe: 12 - Durango-Arratia: 9 - Encartaciones: 14 | - Diputat general: Josu Bergara (EAJ-PNV) - Govern: EAJ-PNV (en minoria) - Cens: 961.246 - Abstenció: 348.999 (36,31%) - Nuls: 5.814 (0,95%) - En blanc: 10.166 (1,66%)  | EAJ-PNV | 201.469 | 33,79% | 20      | 1   |
| Biscaia 51 apoderats - Bilbao: 16 - Busturia-Uribe: 12 - Durango-Arratia: 9 - Encartaciones: 14 | - Diputat general: Josu Bergara (EAJ-PNV) - Govern: EAJ-PNV (en minoria) - Cens: 961.246 - Abstenció: 348.999 (36,31%) - Nuls: 5.814 (0,95%) - En blanc: 10.166 (1,66%)  | PSE-EE  | 102.575 | 17,2%  | 10      | 4a  |
| Biscaia 51 apoderats - Bilbao: 16 - Busturia-Uribe: 12 - Durango-Arratia: 9 - Encartaciones: 14 | - Diputat general: Josu Bergara (EAJ-PNV) - Govern: EAJ-PNV (en minoria) - Cens: 961.246 - Abstenció: 348.999 (36,31%) - Nuls: 5.814 (0,95%) - En blanc: 10.166 (1,66%)  | PP      | 99.662  | 16,71% | 9       | 5   |
| Biscaia 51 apoderats - Bilbao: 16 - Busturia-Uribe: 12 - Durango-Arratia: 9 - Encartaciones: 14 | - Diputat general: Josu Bergara (EAJ-PNV) - Govern: EAJ-PNV (en minoria) - Cens: 961.246 - Abstenció: 348.999 (36,31%) - Nuls: 5.814 (0,95%) - En blanc: 10.166 (1,66%)  | HB      | 71.967  | 12,07% | 5       | 3   |
| Biscaia 51 apoderats - Bilbao: 16 - Busturia-Uribe: 12 - Durango-Arratia: 9 - Encartaciones: 14 | - Diputat general: Josu Bergara (EAJ-PNV) - Govern: EAJ-PNV (en minoria) - Cens: 961.246 - Abstenció: 348.999 (36,31%) - Nuls: 5.814 (0,95%) - En blanc: 10.166 (1,66%)  | IU-EB   | 56.515  | 9,48%  | 4       | 4   |
| Biscaia 51 apoderats - Bilbao: 16 - Busturia-Uribe: 12 - Durango-Arratia: 9 - Encartaciones: 14 | - Diputat general: Josu Bergara (EAJ-PNV) - Govern: EAJ-PNV (en minoria) - Cens: 961.246 - Abstenció: 348.999 (36,31%) - Nuls: 5.814 (0,95%) - En blanc: 10.166 (1,66%)  | EA      | 42.278  | 7,09%  | 1       | 3   |
| Biscaia 51 apoderats - Bilbao: 16 - Busturia-Uribe: 12 - Durango-Arratia: 9 - Encartaciones: 14 | - Diputat general: Josu Bergara (EAJ-PNV) - Govern: EAJ-PNV (en minoria) - Cens: 961.246 - Abstenció: 348.999 (36,31%) - Nuls: 5.814 (0,95%) - En blanc: 10.166 (1,66%)  | ICV-EHE | 20.383  | 3,42%  | 2       | 2   |

a Respecte dels resultats que obtingueren PSE i EE per separat el 1991.

## Resultats electorals per circumscripcions

### Àlaba
| ← Eleccions a les Juntes Generals d'Àlaba de 1995 →     | |         |        |        |             |     |
| Quadrilla                                               | Cens | Partit  | Vots   | %      | Procuradors | +/- |
| Aiara 6 procuradors                                     | - Cens: 27.845 - Votants: 19.680 (70,68%) - Abstenció: 8.165 (29,32%) - Nuls: 241 (1,22%) - Vàlids: 19.439 - Blancs: 319 (1,62%) - A candidatures: 19.120       | EAJ-PNV | 5.670  | 29,65% | 2           | =   |
| Aiara 6 procuradors                                     | - Cens: 27.845 - Votants: 19.680 (70,68%) - Abstenció: 8.165 (29,32%) - Nuls: 241 (1,22%) - Vàlids: 19.439 - Blancs: 319 (1,62%) - A candidatures: 19.120       | HB      | 3.493  | 18,27% | 1           | 1   |
| Aiara 6 procuradors                                     | - Cens: 27.845 - Votants: 19.680 (70,68%) - Abstenció: 8.165 (29,32%) - Nuls: 241 (1,22%) - Vàlids: 19.439 - Blancs: 319 (1,62%) - A candidatures: 19.120       | EA      | 3.313  | 17,33% | 1           | =   |
| Aiara 6 procuradors                                     | - Cens: 27.845 - Votants: 19.680 (70,68%) - Abstenció: 8.165 (29,32%) - Nuls: 241 (1,22%) - Vàlids: 19.439 - Blancs: 319 (1,62%) - A candidatures: 19.120       | PP      | 2.601  | 13,6%  | 1           | 1   |
| Aiara 6 procuradors                                     | - Cens: 27.845 - Votants: 19.680 (70,68%) - Abstenció: 8.165 (29,32%) - Nuls: 241 (1,22%) - Vàlids: 19.439 - Blancs: 319 (1,62%) - A candidatures: 19.120       | PSE-EE  | 2.422  | 12,67% | 1           | =a  |
| Aiara 6 procuradors                                     | - Cens: 27.845 - Votants: 19.680 (70,68%) - Abstenció: 8.165 (29,32%) - Nuls: 241 (1,22%) - Vàlids: 19.439 - Blancs: 319 (1,62%) - A candidatures: 19.120       | IU-EB   | 914    | 4,78%  | 0           | =   |
| Aiara 6 procuradors                                     | - Cens: 27.845 - Votants: 19.680 (70,68%) - Abstenció: 8.165 (29,32%) - Nuls: 241 (1,22%) - Vàlids: 19.439 - Blancs: 319 (1,62%) - A candidatures: 19.120       | UA      | 707    | 3,7%   | 0           | =   |
| Vitoria-Gasteiz 39 procuradors                          | - Cens: 173.555 - Votants: 107.209 (61,77%) - Abstenció: 66.346 (38,23%) - Nuls: 983 (0,92%) - Vàlids:106.226 - Blancs: 1.890 (1,76%) - A candidatures: 104.336 | EAJ-PNV | 24.639 | 23,62% | 10          | 1   |
| Vitoria-Gasteiz 39 procuradors                          | - Cens: 173.555 - Votants: 107.209 (61,77%) - Abstenció: 66.346 (38,23%) - Nuls: 983 (0,92%) - Vàlids:106.226 - Blancs: 1.890 (1,76%) - A candidatures: 104.336 | UA      | 20.204 | 19,36% | 8           | 2   |
| Vitoria-Gasteiz 39 procuradors                          | - Cens: 173.555 - Votants: 107.209 (61,77%) - Abstenció: 66.346 (38,23%) - Nuls: 983 (0,92%) - Vàlids:106.226 - Blancs: 1.890 (1,76%) - A candidatures: 104.336 | PP      | 19.158 | 18,36% | 7           | 4   |
| Vitoria-Gasteiz 39 procuradors                          | - Cens: 173.555 - Votants: 107.209 (61,77%) - Abstenció: 66.346 (38,23%) - Nuls: 983 (0,92%) - Vàlids:106.226 - Blancs: 1.890 (1,76%) - A candidatures: 104.336 | PSE-EE  | 16.789 | 16,09% | 6           | 5a  |
| Vitoria-Gasteiz 39 procuradors                          | - Cens: 173.555 - Votants: 107.209 (61,77%) - Abstenció: 66.346 (38,23%) - Nuls: 983 (0,92%) - Vàlids:106.226 - Blancs: 1.890 (1,76%) - A candidatures: 104.336 | IU-EB   | 9.748  | 9,34%  | 3           | 3   |
| Vitoria-Gasteiz 39 procuradors                          | - Cens: 173.555 - Votants: 107.209 (61,77%) - Abstenció: 66.346 (38,23%) - Nuls: 983 (0,92%) - Vàlids:106.226 - Blancs: 1.890 (1,76%) - A candidatures: 104.336 | HB      | 7.791  | 7,47%  | 3           | 1   |
| Vitoria-Gasteiz 39 procuradors                          | - Cens: 173.555 - Votants: 107.209 (61,77%) - Abstenció: 66.346 (38,23%) - Nuls: 983 (0,92%) - Vàlids:106.226 - Blancs: 1.890 (1,76%) - A candidatures: 104.336 | EA      | 6.007  | 5,76%  | 2           | =   |
| Zuia, Agurain, Añana, Kampezu i Laguardia 6 procuradors | - Cens: 28.473 - Votants: 20.978 (73,68%) - Abstenció: 7.495 (26,32%) - Nuls: 211 (1,01%) - Vàlids: 20.767 - Blancs: 249 (1,19%) - A candidatures: 20.518       | EAJ-PNV | 7.817  | 38,1%  | 3           | =   |
| Zuia, Agurain, Añana, Kampezu i Laguardia 6 procuradors | - Cens: 28.473 - Votants: 20.978 (73,68%) - Abstenció: 7.495 (26,32%) - Nuls: 211 (1,01%) - Vàlids: 20.767 - Blancs: 249 (1,19%) - A candidatures: 20.518       | PP      | 3.318  | 16,17% | 1           | 1   |
| Zuia, Agurain, Añana, Kampezu i Laguardia 6 procuradors | - Cens: 28.473 - Votants: 20.978 (73,68%) - Abstenció: 7.495 (26,32%) - Nuls: 211 (1,01%) - Vàlids: 20.767 - Blancs: 249 (1,19%) - A candidatures: 20.518       | UA      | 2.531  | 12,34% | 1           | =   |
| Zuia, Agurain, Añana, Kampezu i Laguardia 6 procuradors | - Cens: 28.473 - Votants: 20.978 (73,68%) - Abstenció: 7.495 (26,32%) - Nuls: 211 (1,01%) - Vàlids: 20.767 - Blancs: 249 (1,19%) - A candidatures: 20.518       | EA      | 2.180  | 10,62% | 1           | 1   |
| Zuia, Agurain, Añana, Kampezu i Laguardia 6 procuradors | - Cens: 28.473 - Votants: 20.978 (73,68%) - Abstenció: 7.495 (26,32%) - Nuls: 211 (1,01%) - Vàlids: 20.767 - Blancs: 249 (1,19%) - A candidatures: 20.518       | HB      | 2.046  | 9,97%  | 0           | 1   |
| Zuia, Agurain, Añana, Kampezu i Laguardia 6 procuradors | - Cens: 28.473 - Votants: 20.978 (73,68%) - Abstenció: 7.495 (26,32%) - Nuls: 211 (1,01%) - Vàlids: 20.767 - Blancs: 249 (1,19%) - A candidatures: 20.518       | PSE-EE  | 1.888  | 9,2%   | 0           | 1a  |
| Zuia, Agurain, Añana, Kampezu i Laguardia 6 procuradors | - Cens: 28.473 - Votants: 20.978 (73,68%) - Abstenció: 7.495 (26,32%) - Nuls: 211 (1,01%) - Vàlids: 20.767 - Blancs: 249 (1,19%) - A candidatures: 20.518       | IU-EB   | 738    | 3,6%   | 0           | =   |

a Respecte dels resultats obtinguts per PSE y EE per separat el 1991.

### Guipúscoa
| ← Eleccions a les Juntes Generals de Guipúscoa de 1995 → | |         |        |        |          |     |
| Comarques                                                | Cens | Partit  | Vots   | %      | Junteros | +/- |
| Bidasoa-Oiartzun 11 junteros                             | - Cens: 118.032 - Votants: 70.863 (60,04%) - Abstenció: 47.169 (39,96%) - Nuls: 687 (0,97%) - Vàlids: 70.176 - Blancs: 1.494 (2,11%) - A candidatures: 68.682      | PSE-EE  | 16.363 | 23,82% | 3        | 1a  |
| Bidasoa-Oiartzun 11 junteros                             | - Cens: 118.032 - Votants: 70.863 (60,04%) - Abstenció: 47.169 (39,96%) - Nuls: 687 (0,97%) - Vàlids: 70.176 - Blancs: 1.494 (2,11%) - A candidatures: 68.682      | HB      | 14.586 | 21,24% | 2        | 1   |
| Bidasoa-Oiartzun 11 junteros                             | - Cens: 118.032 - Votants: 70.863 (60,04%) - Abstenció: 47.169 (39,96%) - Nuls: 687 (0,97%) - Vàlids: 70.176 - Blancs: 1.494 (2,11%) - A candidatures: 68.682      | EAJ-PNV | 11.786 | 17,16% | 2        | =   |
| Bidasoa-Oiartzun 11 junteros                             | - Cens: 118.032 - Votants: 70.863 (60,04%) - Abstenció: 47.169 (39,96%) - Nuls: 687 (0,97%) - Vàlids: 70.176 - Blancs: 1.494 (2,11%) - A candidatures: 68.682      | PP      | 9.849  | 14,34% | 2        | 2   |
| Bidasoa-Oiartzun 11 junteros                             | - Cens: 118.032 - Votants: 70.863 (60,04%) - Abstenció: 47.169 (39,96%) - Nuls: 687 (0,97%) - Vàlids: 70.176 - Blancs: 1.494 (2,11%) - A candidatures: 68.682      | EA      | 9.424  | 13,72% | 1        | 1   |
| Bidasoa-Oiartzun 11 junteros                             | - Cens: 118.032 - Votants: 70.863 (60,04%) - Abstenció: 47.169 (39,96%) - Nuls: 687 (0,97%) - Vàlids: 70.176 - Blancs: 1.494 (2,11%) - A candidatures: 68.682      | EB-B    | 6.465  | 9,41%  | 1        | 1   |
| Deba-Urola 14 junteros                                   | - Cens: 153.041 - Votants: 102.212 (66,79%) - Abstenció: 50.829 (33,21%) - Nuls: 830 (0,81%) - Vàlids: 101.382 - Blancs: 1.671 (1,63%) - A candidatures: 99.711    | EAJ-PNV | 31.383 | 31,47% | 5        | =   |
| Deba-Urola 14 junteros                                   | - Cens: 153.041 - Votants: 102.212 (66,79%) - Abstenció: 50.829 (33,21%) - Nuls: 830 (0,81%) - Vàlids: 101.382 - Blancs: 1.671 (1,63%) - A candidatures: 99.711    | HB      | 22.466 | 22,53% | 3        | =   |
| Deba-Urola 14 junteros                                   | - Cens: 153.041 - Votants: 102.212 (66,79%) - Abstenció: 50.829 (33,21%) - Nuls: 830 (0,81%) - Vàlids: 101.382 - Blancs: 1.671 (1,63%) - A candidatures: 99.711    | EA      | 19.962 | 20,02% | 3        | =   |
| Deba-Urola 14 junteros                                   | - Cens: 153.041 - Votants: 102.212 (66,79%) - Abstenció: 50.829 (33,21%) - Nuls: 830 (0,81%) - Vàlids: 101.382 - Blancs: 1.671 (1,63%) - A candidatures: 99.711    | PSE-EE  | 13.330 | 13,37% | 2        | 1a  |
| Deba-Urola 14 junteros                                   | - Cens: 153.041 - Votants: 102.212 (66,79%) - Abstenció: 50.829 (33,21%) - Nuls: 830 (0,81%) - Vàlids: 101.382 - Blancs: 1.671 (1,63%) - A candidatures: 99.711    | PP      | 7.973  | 8%     | 1        | 1   |
| Deba-Urola 14 junteros                                   | - Cens: 153.041 - Votants: 102.212 (66,79%) - Abstenció: 50.829 (33,21%) - Nuls: 830 (0,81%) - Vàlids: 101.382 - Blancs: 1.671 (1,63%) - A candidatures: 99.711    | IU-EB   | 4.597  | 4,61%  | 0        | =   |
| Donostialdea 17 junteros                                 | - Cens: 191.966 - Votants: 121.617 (63,35%) - Abstenció: 70.349 (36,65%) - Nuls: 1.010 (0,83%) - Vàlids: 120.607 - Blancs: 3.136 (2,58%) - A candidatures: 117.471 | PP      | 24.525 | 20,88% | 4        | 2a  |
| Donostialdea 17 junteros                                 | - Cens: 191.966 - Votants: 121.617 (63,35%) - Abstenció: 70.349 (36,65%) - Nuls: 1.010 (0,83%) - Vàlids: 120.607 - Blancs: 3.136 (2,58%) - A candidatures: 117.471 | PSE-EE  | 23.678 | 20,16% | 3        | 1a  |
| Donostialdea 17 junteros                                 | - Cens: 191.966 - Votants: 121.617 (63,35%) - Abstenció: 70.349 (36,65%) - Nuls: 1.010 (0,83%) - Vàlids: 120.607 - Blancs: 3.136 (2,58%) - A candidatures: 117.471 | EA      | 21.648 | 18,43% | 3        | 1   |
| Donostialdea 17 junteros                                 | - Cens: 191.966 - Votants: 121.617 (63,35%) - Abstenció: 70.349 (36,65%) - Nuls: 1.010 (0,83%) - Vàlids: 120.607 - Blancs: 3.136 (2,58%) - A candidatures: 117.471 | HB      | 21.348 | 18,17% | 3        | 1   |
| Donostialdea 17 junteros                                 | - Cens: 191.966 - Votants: 121.617 (63,35%) - Abstenció: 70.349 (36,65%) - Nuls: 1.010 (0,83%) - Vàlids: 120.607 - Blancs: 3.136 (2,58%) - A candidatures: 117.471 | EAJ-PNV | 18.014 | 15,33% | 3        | =   |
| Donostialdea 17 junteros                                 | - Cens: 191.966 - Votants: 121.617 (63,35%) - Abstenció: 70.349 (36,65%) - Nuls: 1.010 (0,83%) - Vàlids: 120.607 - Blancs: 3.136 (2,58%) - A candidatures: 117.471 | IU-EB   | 7.898  | 6,72%  | 1        | 1   |
| Oria 9 junteros                                          | - Cens: 102.377 - Votants: 67.824 (66,25%) - Abstenció: 34.553 (33,75%) - Nuls: 623 (0,92%) - Vàlids: 67.201 - Blancs: 1.427 (2,1%) - A candidatures: 65.876       | HB      | 16.855 | 25,59% | 3        | 1   |
| Oria 9 junteros                                          | - Cens: 102.377 - Votants: 67.824 (66,25%) - Abstenció: 34.553 (33,75%) - Nuls: 623 (0,92%) - Vàlids: 67.201 - Blancs: 1.427 (2,1%) - A candidatures: 65.876       | EA      | 16.148 | 24,51% | 3        | =   |
| Oria 9 junteros                                          | - Cens: 102.377 - Votants: 67.824 (66,25%) - Abstenció: 34.553 (33,75%) - Nuls: 623 (0,92%) - Vàlids: 67.201 - Blancs: 1.427 (2,1%) - A candidatures: 65.876       | EAJ-PNV | 14.843 | 22,53% | 2        | =   |
| Oria 9 junteros                                          | - Cens: 102.377 - Votants: 67.824 (66,25%) - Abstenció: 34.553 (33,75%) - Nuls: 623 (0,92%) - Vàlids: 67.201 - Blancs: 1.427 (2,1%) - A candidatures: 65.876       | PSE-EE  | 8.927  | 13,55% | 1        | 1a  |
| Oria 9 junteros                                          | - Cens: 102.377 - Votants: 67.824 (66,25%) - Abstenció: 34.553 (33,75%) - Nuls: 623 (0,92%) - Vàlids: 67.201 - Blancs: 1.427 (2,1%) - A candidatures: 65.876       | PP      | 4.887  | 7,42%  | 0        | =   |
| Oria 9 junteros                                          | - Cens: 102.377 - Votants: 67.824 (66,25%) - Abstenció: 34.553 (33,75%) - Nuls: 623 (0,92%) - Vàlids: 67.201 - Blancs: 1.427 (2,1%) - A candidatures: 65.876       | IU-EB   | 3.559  | 5,4%   | 0        | =   |

a Respecte dels resultats obtinguts per PSE y EE per separat el 1991.

### Biscaia
| ← Eleccions a les Juntes Generals de Biscaia de 1995 → | |         |        |        |           |     |
| Comarques                                              | Cens | Partit  | Vots   | %      | Apoderats | +/- |
| Bilbao 16 apoderats (-1)b                              | - Cens: 313.660 - Votants: 191.376 (61,01%) - Abstenció: 122.284 (38,99%) - Nuls: 1.469 (0,77%) - Vàlids: 189.907 - Blancs: 2.767 (1,45%) - A candidatures: 187.140 | EAJ-PNV | 54.821 | 29,29% | 5         | 2   |
| Bilbao 16 apoderats (-1)b                              | - Cens: 313.660 - Votants: 191.376 (61,01%) - Abstenció: 122.284 (38,99%) - Nuls: 1.469 (0,77%) - Vàlids: 189.907 - Blancs: 2.767 (1,45%) - A candidatures: 187.140 | PP      | 42.634 | 22,78% | 4         | 2   |
| Bilbao 16 apoderats (-1)b                              | - Cens: 313.660 - Votants: 191.376 (61,01%) - Abstenció: 122.284 (38,99%) - Nuls: 1.469 (0,77%) - Vàlids: 189.907 - Blancs: 2.767 (1,45%) - A candidatures: 187.140 | PSE-EE  | 28.409 | 15,18% | 3         | 2a  |
| Bilbao 16 apoderats (-1)b                              | - Cens: 313.660 - Votants: 191.376 (61,01%) - Abstenció: 122.284 (38,99%) - Nuls: 1.469 (0,77%) - Vàlids: 189.907 - Blancs: 2.767 (1,45%) - A candidatures: 187.140 | ICV-EHE | 20.383 | 10,89% | 2         | 2   |
| Bilbao 16 apoderats (-1)b                              | - Cens: 313.660 - Votants: 191.376 (61,01%) - Abstenció: 122.284 (38,99%) - Nuls: 1.469 (0,77%) - Vàlids: 189.907 - Blancs: 2.767 (1,45%) - A candidatures: 187.140 | HB      | 16.185 | 8,65%  | 1         | 1   |
| Bilbao 16 apoderats (-1)b                              | - Cens: 313.660 - Votants: 191.376 (61,01%) - Abstenció: 122.284 (38,99%) - Nuls: 1.469 (0,77%) - Vàlids: 189.907 - Blancs: 2.767 (1,45%) - A candidatures: 187.140 | IU-EB   | 15.594 | 8,33%  | 1         | 1   |
| Bilbao 16 apoderats (-1)b                              | - Cens: 313.660 - Votants: 191.376 (61,01%) - Abstenció: 122.284 (38,99%) - Nuls: 1.469 (0,77%) - Vàlids: 189.907 - Blancs: 2.767 (1,45%) - A candidatures: 187.140 | EA      | 8.830  | 4,72%  | 0         | 1   |
| Busturia-Uribe 12 apoderats (+1)c                      | - Cens: 215.535 - Votants: 143.274 (66,47%) - Abstenció: 72.261 (33,53%) - Nuls: 1.249 (0,87%) - Vàlids: 71.012 - Blancs: 2.693 (1,88%) - A candidatures: 139.332   | EAJ-PNV | 59.225 | 42,51% | 6         | =   |
| Busturia-Uribe 12 apoderats (+1)c                      | - Cens: 215.535 - Votants: 143.274 (66,47%) - Abstenció: 72.261 (33,53%) - Nuls: 1.249 (0,87%) - Vàlids: 71.012 - Blancs: 2.693 (1,88%) - A candidatures: 139.332   | HB      | 22.683 | 16,28% | 2         | =   |
| Busturia-Uribe 12 apoderats (+1)c                      | - Cens: 215.535 - Votants: 143.274 (66,47%) - Abstenció: 72.261 (33,53%) - Nuls: 1.249 (0,87%) - Vàlids: 71.012 - Blancs: 2.693 (1,88%) - A candidatures: 139.332   | PP      | 20.880 | 14,99% | 2         | 1   |
| Busturia-Uribe 12 apoderats (+1)c                      | - Cens: 215.535 - Votants: 143.274 (66,47%) - Abstenció: 72.261 (33,53%) - Nuls: 1.249 (0,87%) - Vàlids: 71.012 - Blancs: 2.693 (1,88%) - A candidatures: 139.332   | EA      | 16.303 | 11,7%  | 1         | =   |
| Busturia-Uribe 12 apoderats (+1)c                      | - Cens: 215.535 - Votants: 143.274 (66,47%) - Abstenció: 72.261 (33,53%) - Nuls: 1.249 (0,87%) - Vàlids: 71.012 - Blancs: 2.693 (1,88%) - A candidatures: 139.332   | PSE-EE  | 11.991 | 8,61%  | 1         | =a  |
| Busturia-Uribe 12 apoderats (+1)c                      | - Cens: 215.535 - Votants: 143.274 (66,47%) - Abstenció: 72.261 (33,53%) - Nuls: 1.249 (0,87%) - Vàlids: 71.012 - Blancs: 2.693 (1,88%) - A candidatures: 139.332   | IU-EB   | 8.250  | 5,92%  | 0         | =   |
| Durango-Arratia 9 apoderados                           | - Cens: 170.001 - Votants: 110.919 (65,25%) - Abstenció: 59.082 (34,75%) - Nuls: 1.403 (1,26%) - Vàlids: 109.516 - Blancs: 1.786 (1,61%) - A candidatures: 107.737  | EAJ-PNV | 41.130 | 38,18% | 4         | =   |
| Durango-Arratia 9 apoderados                           | - Cens: 170.001 - Votants: 110.919 (65,25%) - Abstenció: 59.082 (34,75%) - Nuls: 1.403 (1,26%) - Vàlids: 109.516 - Blancs: 1.786 (1,61%) - A candidatures: 107.737  | PSE-EE  | 18.424 | 17,1%  | 2         | =a  |
| Durango-Arratia 9 apoderados                           | - Cens: 170.001 - Votants: 110.919 (65,25%) - Abstenció: 59.082 (34,75%) - Nuls: 1.403 (1,26%) - Vàlids: 109.516 - Blancs: 1.786 (1,61%) - A candidatures: 107.737  | HB      | 17.113 | 15,88% | 1         | 1   |
| Durango-Arratia 9 apoderados                           | - Cens: 170.001 - Votants: 110.919 (65,25%) - Abstenció: 59.082 (34,75%) - Nuls: 1.403 (1,26%) - Vàlids: 109.516 - Blancs: 1.786 (1,61%) - A candidatures: 107.737  | PP      | 12.827 | 11,91% | 1         | 1   |
| Durango-Arratia 9 apoderados                           | - Cens: 170.001 - Votants: 110.919 (65,25%) - Abstenció: 59.082 (34,75%) - Nuls: 1.403 (1,26%) - Vàlids: 109.516 - Blancs: 1.786 (1,61%) - A candidatures: 107.737  | IU-EB   | 9.913  | 9,2%   | 1         | 1   |
| Durango-Arratia 9 apoderados                           | - Cens: 170.001 - Votants: 110.919 (65,25%) - Abstenció: 59.082 (34,75%) - Nuls: 1.403 (1,26%) - Vàlids: 109.516 - Blancs: 1.786 (1,61%) - A candidatures: 107.737  | EA      | 8.330  | 7,73%  | 0         | 1   |
| Encartaciones 14 apoderados                            | - Cens: 262.050 - Votants: 166.678 (63,61%) - Abstenció: 95.372 (36,39%) - Nuls: 1.693 (1,02%) - Vàlids: 164.985 - Blancs: 2.920 (1,75%) - A candidatures: 162.065  | EAJ-PNV | 46.293 | 28,56% | 5         | 1   |
| Encartaciones 14 apoderados                            | - Cens: 262.050 - Votants: 166.678 (63,61%) - Abstenció: 95.372 (36,39%) - Nuls: 1.693 (1,02%) - Vàlids: 164.985 - Blancs: 2.920 (1,75%) - A candidatures: 162.065  | PSE-EE  | 43.751 | 27%    | 4         | 2a  |
| Encartaciones 14 apoderados                            | - Cens: 262.050 - Votants: 166.678 (63,61%) - Abstenció: 95.372 (36,39%) - Nuls: 1.693 (1,02%) - Vàlids: 164.985 - Blancs: 2.920 (1,75%) - A candidatures: 162.065  | PP      | 23.321 | 14,39% | 2         | 1   |
| Encartaciones 14 apoderados                            | - Cens: 262.050 - Votants: 166.678 (63,61%) - Abstenció: 95.372 (36,39%) - Nuls: 1.693 (1,02%) - Vàlids: 164.985 - Blancs: 2.920 (1,75%) - A candidatures: 162.065  | IU-EB   | 22.758 | 14,04% | 2         | 2   |
| Encartaciones 14 apoderados                            | - Cens: 262.050 - Votants: 166.678 (63,61%) - Abstenció: 95.372 (36,39%) - Nuls: 1.693 (1,02%) - Vàlids: 164.985 - Blancs: 2.920 (1,75%) - A candidatures: 162.065  | HB      | 15.986 | 9,86%  | 1         | 1   |
| Encartaciones 14 apoderados                            | - Cens: 262.050 - Votants: 166.678 (63,61%) - Abstenció: 95.372 (36,39%) - Nuls: 1.693 (1,02%) - Vàlids: 164.985 - Blancs: 2.920 (1,75%) - A candidatures: 162.065  | EA      | 8.815  | 5,44%  | 0         | 1   |

a Respecte dels resultats obtinguts per PSE y EE per separat el 1991.

b Un apoderat menys respecte 1991. 

c Un apoderat més respecte a 1991.